# Strobicz
Strobicz (Strubicz, Strubitz) – polski herb szlachecki z indygenatu.

## Opis herbu
Istnieją rozbieżne opinie na temat wyglądu tego herbu. Juliusz Karol Ostrowski, posiłkując się m.in. Siebmacherem, podaje następujący opis:
Tarcza czwórdzielna w krzyż, z polem sercowym.
W polach I i IV, czerwonych, topór srebrny.
W polu II dzielonym w słup, z lewej srebrnym, z prawej czerwonym, orzeł dwugłowy, z prawej czerwony, z lewej srebrny.
Pole III jak pole II z układem barw odwrotnym;
W polu V, dzielonym w skos, od góry złotym, od dołu błękitnym, kozica dzielona w skos - od góry czarna, od dołu złota.
Klejnot nieznany.
Barwy labrów nieznane.
Z opisem takim nie zgadza się Józef Szymański, na którego zdaniu oparł się też Tadeusz Gajl. Wedle niego pole sercowe jest dzielone w pas, a zwierzę, opisywane jako daniel, jest barwy naturalnej z językiem czerwonym i ogonem złotym oraz takąż obrożą, przepołowione czarną kreską (Szymański). Wizerunek herbu znalazł się też u Wiktora Wittyga, ale nie może on posłużyć do poprawnej rekonstrukcji, gdyż jest pozbawiony barw oraz szczegółów. Ponieważ pole sercowe zawiera herb rodowy rodziny Strubitzów, zaś według Siebmachera herb tej rodziny był dzielony w skos, opis godeł pochodzący od Ostrowskiego jest bardziej słuszny. Tak jak u Ostrowskiego godła ukształtowano też na jednym z ekslibrisów Macieja Strobicza. Szymański natomiast przekazuje cenną informację na temat klejnotu, którym według niego jest daniel wyskakujący, jak w godle, między dwoma skrzydłami orlimi złotymi. Natomiast na ekslibrisie klejnoty są trzy - I jak u Szymańskiego, ale zwrócony w prawo, II - godło z pól I i IV, zwrócone w lewo, III - godło z pola II.
Na ilustracji podajemy rekonstrukcję z godłami jak u Ostrowskiego i w ekslibrisie i z klejnotem Szymańskiego.

## Najwcześniejsze wzmianki
Herb z indygenatu (Szymański pisze o nobilitacji) dla Macieja Strubicza, sekretarza królewskiego, 24 lutego 1563, przy okazji której do rodowego herbu Strobicza dołączono herb cesarski Tęczyńskich – Topór udostojniony orłami. Zachowała się pieczęć z tym herbem z roku 1571.

## Herbowni
Ponieważ herb Strobicz był herbem własnym, prawo do posługiwania się nim przysługuje tylko jednemu rodowi herbownemu:
Strobicz (Strobycz, Strubicz, Strubitz).